# 高分子材料
高分子材料是由相对分子质量较高的化合物构成的材料。我们接触的很多天然材料通常是高分子材料组成的，如天然橡胶、棉花、人体器官等。人工合成的化学纤维、塑料和橡胶等也是如此。一般称在生活中大量采用的，已经形成工业化生产规模的高分子为通用高分子材料，称具有特殊用途与功能的为功能高分子。

## 高分子材料的历史
高分子是生命存在的形式。所有的生命体都可以看作是高分子的集合。
树枝，兽皮，稻草等天然高分子材料是人类或者类似人类的远古智能生物最先使用的材料。在历史的长河中，纸，树胶，丝绸等从天然高分子加工而来的产品一直同人类文明的发展交织在一起。
从十九世纪开始，人类开始使用改造过的天然高分子材料。火化橡胶和硝化纤维塑料（赛璐珞）是两个典型的例子。
进入二十世纪之后，高分子材料进入了大发展阶段。首先是在1907年，Leo Bakeland发明了酚醛塑料。1920年Hermann Staudinger提出了高分子的概念并且创造了Makromolekule这个词。二十世纪二十年代末，聚氯乙烯开始大规模使用。二十世纪三十年代初，聚苯乙烯开始大规模生产。二十世纪三十年代末，尼龙开始生产。
在经历了二十世纪的大发展之后高分子材料对整个世界的面貌产生了重要的影响。时代杂志认为塑料是二十世纪人类最重要的发明。高分子材料對文化领域和人类的生活方式也产生了重要的影响。

## 通用高分子
按用途一般将通用高分子材料分为五类，即塑料、橡胶、纤维、涂料和黏合剂。通用高分子材料的力学性能参见高分子物理学。

### 塑料
塑料根据加热后的情况又可分为热塑性塑料和热固性塑料。加热后软化，形成高分子熔体的塑料称为热塑性塑料，主要的热塑性塑料有聚乙烯（PE）、聚丙烯（PP）、聚苯乙烯（PS）、聚甲基丙烯酸甲酯（PMMA，俗称有机玻璃）、聚氯乙烯（PVC）、尼龙（Nylon）、聚碳酸酯（PC）、聚氨酯（PU）、聚四氟乙烯（特富龙，PTFE）、聚对苯二甲酸乙二酯（PET，PETE  （页面存档备份，存于））、加热后固化，形成交联的不熔结构的塑料称为热固性塑料：常见的有环氧树脂、酚醛塑料、聚酰亚胺、三聚氰氨甲醛树脂等。
塑料的加工方法包括注塑，挤出，膜压，热压，等等。

### 橡胶
橡胶又可以分为天然橡胶和合成橡胶。天然橡胶的主要成分是聚异戊二烯。合成橡胶的主要品种有丁苯橡胶、丁基橡胶、顺丁橡胶、氯丁橡胶、三元乙丙橡胶、丙烯酸酯橡胶、聚氨酯橡胶、硅橡胶、氟橡胶等等。

### 纤维
合成纤维是高分子材料的另外一个重要应用。常见的合成纤维包括尼龙、涤纶、腈纶聚酯纤维，芳纶纤维等等。

### 涂料
涂料是涂附在工业或日用产品表面起美观或者保护作用的一层高分子材料。
常用的工业涂料有环氧树脂，聚氨酯等。

### 黏合剂
黏和剂是另外一类重要的高分子材料。人类在很久以前就开始使用淀粉，树胶等天然高分子材料做黏合剂。
现代黏合剂通过其使用方式可以分为聚合型，如环氧树脂；热融型，如尼龙，聚乙烯；加压型，如天然橡胶；水溶型，如淀粉。

## 功能高分子材料
除一般的结构材料外，一些高分子材料还具有光电磁等性能。例如在制造集成电路時高分子感光材料在光刻过程中被大量使用。导电高分子材料和有机半导体打开了单分子电路的大门。有机发光半导体材料为显示器件打开了一个大幅度降低成本的大门。高分子压电材料则为力与电的转换提供了新的途径。高分子热电材料则提供了新的热电转换途径。

### 光

#### 高分子发光二极管
高分子发光二极管（Polymer Light-emitting diode）是有机发光二极管（OLED）的一种。高分子发光二极管同小分子有机发光二极管相比具有造价更低，加工更简单的优点。

#### 液晶显示材料
高分子液晶材料具有普通液晶材料的光学特性，但是由于转变速度比较慢，因此通常用于对显示转变速度要求不高的场合。

#### 光阻（photoresist）
光阻是在積體电路生产过程中把掩膜上的圖形转移到硅片或者其他基底上使用的高分子材料。大部分在積體电路中應用的光阻對紫外線敏感。光阻有正型光阻和负型光阻两种。正型光阻在受到紫外光UV照射後会分解，因此可以溶解於顯影劑中。而负型光阻在受到紫外光照射后則會交联，因此照光的地方會硬化，無法溶解於顯影劑中。

### 电

#### 介电材料与高分子

##### 低介電係數材料
低介电常数材料（low-K材料）是当前半导体行业研究的热门话题。通过降低積體电路中使用的介电材料的介電係數，可以降低積體电路的漏电电流，降低导线之间的电容效应，降低集成电路发热等等。低介电常数材料的研究是同高分子材料密切相关的。传统半导体使用二氧化硅作为介电材料，二氧化硅的介電係數约为4。真空的介電係數为1，干燥空气的介電係數接近于1。

###### SiLK
SiLK是Dow Chemical开发的一种低介電係數材料，目前广泛用于集成电路生产。目前已知SiLK是一种高分子材料，但是具体结构仍然是秘密。SiLK的介电常数为2.6。
目前已知SiLK是一种芳香族热固性材料，含不饱和键，不含氟，不含氧和氮。SiLK以寡聚物溶液的形式提供，通过甩胶到硅片上后在氮气下加热到320 °C（608 °F；593 K）去除溶剂并初步交联。最终需要在400 °C（752 °F；673 K）以上保温来完成交联。

###### Porous SiLK与Porous MSQ
通过在SiLK中添加纳米级空洞可以进一步降低介電係數。目前Porous SiLK的介電係數为2.2。
MSQ是methylsilsesquioxane的缩写，这是一种硅基高分子材料，通过在MSQ中添加纳米级空洞，Porous MSQ的介電係數可以达到2.2至2.5。
纳米级空洞通常是通过合成嵌段共聚物的办法来实现的。

##### 高介電係數材料
PVDF是一种具有高介電係數的高分子材料，其介電係數可以达到10。

#### 导电高分子材料
导电高分子材料是一类具有接近金属导电性的高分子材料。同金属相比高分子材料具有低密度，低价格，高可加工性等优点。

##### 纯高分子导电高分子材料
纯高分子导电高分子材料通过{\displaystyle \pi }键电子的运动导电。主要包括聚乙炔类导电高分子材料，聚噻吩类导电高分子材料，聚吡咯类导电高分子材料，聚苯胺类导电高分子材料以及Poly (arylene vinylene)类导电高分子材料。
纯高分子导电高分子材料可以用于金属防腐涂层，储能元件，探测器，电化学器件，非线性光学，电磁屏蔽等应用。

##### 导电高分子复合材料
通过在高分子中搀杂金属或碳类导电添加物（活性炭，碳纤维，碳纳米管等）普通高分子材料也可以具有导电性质。

#### 压电与电致伸缩材料
PVDF是一种具有压电与电致伸缩效应的高分子材料。具有压电效应的材料可以把机械形变能转化成电能，具有电致伸缩效应的材料可以把电能转化成机械形变能。

### 磁
铁磁性高分子最早报道于2001年，（Science 16 November 2001; 294: 1503-1505）。这种高分子也是一种共轭高分子。参见Magnetic polymer makes its debut （页面存档备份，存于）。

### 热
PVDF也是一种具有热电效应的高分子材料。具有热电效应的材料可以把热能转化成电能或者把电能转化成热能。

## 非碳基高分子
除碳基高分子材料外，还存在以硅等元素为主干的高分子材料。

## 高分子基复合材料及纳米复合材料
高分子材料经常同其他材料共同组成复合材料，例如玻璃钢，以获得更好的综合性能同时降低成本。
最近以高分子材料为母体，纳米尺度添加物如碳纳米管，纳米尺度分布粘土等。目前尼龙和纳米尺度粘土构成的纳米复合材料已经广泛使用。